# Provincia de Savona
Savona (en italiano: provincia di Savona) es una provincia de la región de Liguria, en Italia. Su capital y ciudad más poblada es Savona.
Tiene un área de 1545 km², y una población total de 270.825 hab. (2001). Hay 69 comuni (municipios) en la provincia.

## Subdivisiones
Comprende los siguientes 69 municipios:
- Alassio
- Albenga
- Albisola Superiore
- Albissola Marina
- Altare
- Andora
- Arnasco
- Balestrino
- Bardineto
- Bergeggi
- Boissano
- Borghetto Santo Spirito
- Borgio Verezzi
- Bormida
- Cairo Montenotte
- Calice Ligure
- Calizzano
- Carcare
- Casanova Lerrone
- Castelbianco
- Castelvecchio di Rocca Barbena
- Celle Ligure
- Cengio
- Ceriale
- Cisano sul Neva
- Cosseria
- Dego
- Erli
- Finale Ligure
- Garlenda
- Giustenice
- Giusvalla
- Laigueglia
- Loano
- Magliolo
- Mallare
- Massimino
- Millesimo
- Mioglia
- Murialdo
- Nasino
- Noli
- Onzo
- Orco Feglino
- Ortovero
- Osiglia
- Pallare
- Piana Crixia
- Pietra Ligure
- Plodio
- Pontinvrea
- Quiliano
- Rialto
- Roccavignale
- Sassello
- Savona
- Spotorno
- Stella
- Stellanello
- Testico
- Toirano
- Tovo San Giacomo
- Urbe
- Vado Ligure
- Varazze
- Vendone
- Vezzi Portio
- Villanova d'Albenga
- Zuccarello